# Reserva de la Biosfera El Triunfo
La Reserva de la Biosfera El Triunfo es una reserva de la biósfera ubicada en las montañas de la Sierra Madre de Chiapas, al sur del estado de Chiapas, México. Fue establecida el 13 de marzo de 1990, en un área de 119.177 hectáreas.
Ubicada en la zona de transición entre las regiones biogeográficas neoártica y neotropical, las montañas de la Sierra Madre de Chiapas capturan las variedades tropicales más norteñas y más sureñas de muchas especies de flora y fauna.
La reserva protege algunas de las últimas extensiones que todavía existen de bosque nuboso de América Central y de bosque perennifolio tropical de la costa del Pacífico y es, literalmente, el último refugio para docenas de especies raras, endémicas y en peligro de extinción, incluyendo aves tales como el resplandeciente quetzal, la tángara celeste (Tangara cabanisi), el pavón cornudo (Oreophasis derbianus), el tucansillo verde (Aulacorhynchus prasinus) y mamíferos como el puma y el mono araña. En la reserva se registraron 378 aves, 55 reptiles, 112 mamíferos y más de 2.000 especies de plantas que florecen.
La temperatura fluctúa entre los 12 °C y 18 °C.
Se accede a ella por Jaltenango de la Paz, 150 km al sur de Tuxtla Gutiérrez.

La vida en El Triunfo se debe al bosque de niebla, un tipo de ecosistema sumamente raro y difícil de encontrar, que tiene la mayor biodiversidad por unidad de área, así como la mayor capacidad de obtención de agua por la condensación de la niebla -de ahí su nombre. Esta característica es muy importante porque permite que los árboles recarguen los mantos acuíferos y que la energía eléctrica de las presas La Angostura, Chicoasén y Mal Paso trabajen de forma óptima para servicio de todo el país. Este bosque, también llamado mesófilo, ha perdido más del 90% de su superficie original y hoy en día es el tipo de ecosistema más amenazado en todo el planeta; sus árboles, mamíferos, aves, reptiles, plantas y flores corren peligro de desaparecer para siempre.
La Reserva de la Biosfera El Triunfo protege a 10 tipos de vegetación, de los 19 con que cuenta Chiapas, de acuerdo a la clasificación de Breedlove (1981). Entre ellos destacan dos de los más amenazados en México: el bosque de niebla y el bosque lluvioso. El bosque de niebla de El Triunfo es reportado como uno de los de mayor diversidad de especies de árboles en Norte y Centro América (Vázquez-García, 1993), y uno de los remanentes más extensos en el país.

## Biodiversidad
De acuerdo al Sistema Nacional de Información sobre Biodiversidad de la Comisión Nacional para el Conocimiento y Uso de la Biodiversidad (CONABIO) en la Reserva de la Biosfera El Triunfo habitan más de 3,590 especies de plantas y animales de las cuales 239 se encuentra dentro de alguna categoría de riesgo de la Norma Oficial Mexicana NOM-059  y 45 son exóticas.
Algunas de las especies endémicas de la Reserva de la Biosfera El Triunfo que están amenazadas son: el quetzal, el pavón, el pajuil, el zopilote rey, la tangara azul, la salamandra del cerro, el lagarto orejas de espina, la nauyaca bicolor arborícola, el jaguar, el venado temazte, el ocelote, el yaguarundi, el tapir y muchas más especies que son parte de la riqueza y belleza mexicana, así como parte de los mitos y deidades más ancestrales.
Este ecosistema, como cualquier otro, es vulnerable a los fenómenos naturales como las tormentas tropicales, los incendios forestales o los huracanes -como Stan que pegó en octubre de 2005 y acabó con mucha vida en esta zona-, los cuales pueden causar desastres ecológicos. Si a ello le sumamos la mano del hombre y el mal uso que le da al suelo mediante actividades como la ganadería y agricultura, entonces el peligro que corre El Triunfo es aún mayor. Por fortuna, actualmente existen muchas personas interesadas en proteger este ecosistema, único en su tipo, así como asociaciones civiles que con el paso del tiempo idean más y más proyectos para su conservación.
| Nombre Común         | Nombre Científico             | Características Breves |
| -------------------- | ----------------------------- | --- |
| Pino                 | Pinus spp                     | - Los pinos son árboles perennes de la familia Pinaceae, conocidos por sus hojas en forma de aguja y sus frutos en forma de cono (piñas). - Son coníferas, lo que significa que tienen semillas dentro de los conos, no en flores o frutos. - Los pinos suelen tener una copa piramidal o redondeada y una corteza que puede ser oscura o dividida en placas rectangulares. - Son árboles longevos y adaptables, y algunos tipos de pinos pueden crecer hasta 40 metros de altura.          |
| Encino               | Quercus spp                   | - Los encinos, pertenecientes al género Quercus, son árboles y arbustos caracterizados por sus hojas anchas, flores inconspicuas y frutos en forma de bellotas. - Existen diversas especies, incluyendo las perennes (siempre verdes) y las caducifolias (que pierden hojas en una temporada). |
| Liquidámbar          | Liquidámbar spp               | - El Liquidámbar (Liquidambar styraciflua) es un árbol caducifolio de tamaño mediano, conocido por sus hojas llamativas de otoño y su savia resina aromática. - Es originario de América del Norte y se caracteriza por sus hojas palmatiformes (en forma de estrella), su corteza gris y sus frutos esféricos con espinas. |
| Magnolioas           | Magnolias spp                 | - Las características principales de una magnolia son sus grandes flores aromáticas, hojas perennes o caducas (dependiendo de la especie) y su forma de árbol o arbusto. - Las flores pueden ser de varios colores, como blanco, rosa, morado, verde o amarillo, y suelen ser muy fragantes. - Las hojas son grandes, coriáceas y brillantes, de forma ovalada o elíptica. |
| Caudillo             | Oreomunnea mexicana           | - Un caudillo es un líder personalista, generalmente militar, que ejerce un poder significativo sobre una sociedad, especialmente en contextos de transición política o inestabilidad. - Sus características principales incluyen un fuerte carisma, un estilo de gobierno personalista y la capacidad de movilizar a la gente en torno a su propia figura. |
| Árbol de las manitas | Chirantodendron pentadactylon | - El árbol de manitas, científicamente conocido como Chiranthodendron pentadactylon, se caracteriza por sus flores únicas con estambres que parecen dedos de una mano. - Estas flores son solitarias y erguidas, con un cáliz grande de color café-rojizo, y carecen de corola (pétalos). - Los estambres, que asemejan dedos rojos, tienen el polen en la parte inferior. - El árbol es de tamaño mediano, pudiendo alcanzar hasta 30 metros de altura, con corteza lisa y pardo-grisácea. |
| Helecho arborescente | Cyathea spp                   | - Los helechos arborescentes (también conocidos como helechos arbolados) son plantas perennes, no leñosas, con tallos verticales que pueden alcanzar grandes alturas, a veces hasta 25 metros. - Se caracterizan por tener rizomas (tallos subterráneos) de los cuales emergen grandes frondes (hojas). - A diferencia de las plantas leñosas, su tronco no está hecho de madera, sino que se compone de tejido modificador, a veces reforzado con lignina.                                 |
| Bromelia             | Bromeliaceae                  | - Las bromelias son plantas perennes de la familia Bromeliaceae, conocidas por sus rosetas de hojas y sus flores coloridas. - Son originarias de regiones tropicales y subtropicales de América, y algunas especies son epífitas, es decir, crecen sobre otras plantas sin ser parásitas. - Las bromelias pueden ser terrestres, saxícolas o epífitas, y sus hojas suelen tener márgenes dentados.                                                                                          |

| Nombre Común | Nombre Científico    | Características Breves |
| ------------ | -------------------- | --- |
| Quetzal      | Pharomachrus mocinno | - Es un ave de hermoso plumaje, con características distintivas que lo hacen único. - Los machos tienen plumas verdes iridiscentes, pecho y vientre rojos, y una cola larga y muy vistosa. - Las hembras son más opacas, con una cola más corta y plumaje verde-marrón. |
| Pavón        | Oreophasis derbianus | - El Pavón, una ave de la familia Cracidae, presenta diversas características distintivas. - Se trata de una especie de gran tamaño, con un plumaje negro azulado en la espalda y blanco en el vientre. - Los machos y hembras no muestran diferencias notables en su aspecto, salvo en la presencia de una cresta en la cabeza de los machos. - Su dieta es principalmente frugívora, aunque también consumen insectos. |
| Jaguar       | Panthera onca        | - Es el felino más grande de América y el tercero más grande del mundo, después del tigre y el león. - Sus principales características físicas incluyen un cuerpo robusto y compacto, con un pelaje corto y manchas negras en forma de rosetas sobre un fondo de color marrón-amarillento o canela. - Los jaguares son cazadores poderosos y ágiles, con una mordida fuerte y la capacidad de nadar y trepar.            |
| Mono araña   | Ateles geoffroyi     | - Los monos araña se caracterizan por sus extremidades largas, especialmente brazos y piernas, una cola prensil que les permite columpiarse y un cuerpo delgado. - Son primates omnívoros que viven en bosques tropicales y se alimentan principalmente de frutas, pero también de hojas, nueces, semillas, insectos y arañas.                                                                                           |
| Pajuil       | Penelopina nigra     | - El Pajuil, también conocido como chachalaca negra o pava paujil, es una ave de gran tamaño que habita en bosques húmedos montanos de América Central y México. - Se caracteriza por ser una ave de plumaje negro brillante, con detalles rojos en la garganta y patas. Los machos son más grandes y tienen un plumaje más brillante que las hembras.                                                                   |
| Tapir        | Tapirus bairdii      | - Son mamíferos grandes y robustos, herbívoros, con una nariz prensil y una cola corta, que les permite adaptarse a la vida en bosques húmedos y zonas pantanosas. - Su pelaje es generalmente de color pardo oscuro, aunque puede variar entre especies. - Los tapires son conocidos por su habilidad para nadar y por su papel como dispersores de semillas, contribuyendo a la salud de los ecosistemas.              |
| Puma         | Puma concolor        | El puma, también conocido como león de montaña, es un felino grande con cuerpo alargado, patas fuertes y cola larga, que se caracteriza por su pelaje corto y uniforme de color pardo rojizo a grisáceo. Son animales solitarios, cazadores de emboscada y muy adaptables, viviendo en una amplia gama de hábitats, desde montañas nevadas hasta bosques y selvas.                                                       |

## Aprovechamiento de los Recursos Naturales

### Actividades productivas

#### Cultivo de café

###### a) Cafeticultura campesina.
La modalidad de café cultivado bajo este sistema es de sombra natural (CIES-IMTA, 1992), aunque se tiende a seleccionar los árboles del género Inga. Las parcelas de café generalmente son de 0.5 Has. a 4 Has. por campesino. Los campesinos sólo realizan el beneficio húmedo y venden el grano en pergamino. Debido a la escasa organización entre los productores, la comercialización es realizada por intermediarios. Los rendimientos en pergamino son de 8.25 quintales/ha en promedio (CIES-IMTA, 1992) para la Vertiente del Pacífico y de 10 a 16 quintales/ha para la Vertiente de la Depresión Central (IHN, 1995b; Ordóñez, 1983). Las actividades del cultivo del café en conjunto requieren un promedio de 104 jornales/ha, distribuidos a lo largo del año; algunas de ellas ocupan mano de obra contratada, y otras mano de obra familiar. La fertilización es aplicada por pocos ejidatarios, ya que su costo es elevado. La cosecha en la Vertiente del Pacífico es de octubre a diciembre y en la Vertiente de la Depresión Central es de enero a marzo (Ordóñez, 1983).

###### b) Cafeticultura orgánica.
La cafeticultura orgánica se lleva a cabo principalmente por los ejidatarios integrantes de las organizaciones “Campesinos Ecológicos de la Sierra Madre de Chiapas”, “Unión de Cafetaleros Organizados de Angel Albino Corzo” y “Unión de Ejidos de Mapastepec”, quienes han iniciado la conversión del café natural y convencional a café orgánico, pero aún a baja escala. Esta modalidad de cultivo contribuye a mantener y mejorar la calidad de los suelos y no es contaminante, pues se elimina completamente el uso de agroquímicos.

###### c) Cafeticultura en fincas.
Se utiliza la modalidad de café de sombra inducida, en la cual se elimina la mayoría de los árboles nativos y se induce la proliferación de árboles del género Inga (IHN, 1995a). Los rendimientos en pergamino alcanzados son de 20 a 25 quintales/ha (IHN, 1995b; Ordóñez, 1983).
El cafetal está sujeto a una serie de actividades que incluyen las de mantenimiento de plantas, el control químico de plagas y enfermedades, y la fertilización. El tipo de beneficio que se obtiene es seco, cuyo producto es el grano en oro, que incluye la finalización del secado, la retrilla y la selección de granos fallados (Ordóñez, 1983). Este tipo de café tiene un impacto mediano -fuerte en cuanto a la conservación de la biodiversidad- y fuerte en los suelos y cuerpos de agua, debido a contaminación por agroquímicos y desechos del café. La temporada crítica es durante el beneficio húmedo. Los ríos de la vertiente de la Depresión Central, particularmente aquellos que descienden de cuencas en donde están ubicadas las grandes fincas, están drásticamente contaminados por los desechos de la pulpa de café aromático. Datos del personal de la Reserva indican la presencia en los cafetales de al menos 60% de las especies de aves reportadas en vegetación primaria. En general la producción de café es una de las actividades económicas que menos impacto tienen sobre la conservación de la biodiversidad, particularmente cuando los cafetales mantienen la sombra nativa, es decir, los árboles de las selvas o bosques originales. No obstante, los sistemas de producción de café más tecnificados, como los usados en las grandes fincas cafetaleras, tienen un impacto mayor sobre el suelo y la biodiversidad; en tanto que los cafetales orgánicos se encuentran en un nivel intermedio. Desafortunadamente la tendencia de los pequeños productores, incluyendo los orgánicos, es copiar el modelo de las grandes fincas y sustituyen los árboles nativos por unas pocas especies de sombra, como las del género Inga. Estos cafetales mantienen menos diversidad de especies, particularmente de especies de bosque o selva y son más propensos a erosión y deslaves. Los cafetales se encuentran en ambas vertientes de la zona de amortiguamiento, exceptuando la porción noroeste (Mancomún San Antonio). La región es reconocida por su buena calidad de café.

#### Cultivo de maíz y frijol (roza, tumba y quema)
Los rendimientos del cultivo de maíz son desde menos de 1 hasta 3 tons/ha. El precio de la tonelada de maíz durante 1996 fue de $1,200.00. Dependiendo de la disponibilidad de tierra para el maíz, las parcelas se dejan descansar 1 o 2 años, aunque esta práctica se ha ido perdiendo por la creciente demanda de terrenos. Los terrenos son preparados mediante la técnica de tumba-roza y quema en zonas arboladas y roza-quema en acahuales. El proceso absorbe de 6 a 8 jornales/ha. El frijol es un cultivo de autoconsumo asociado al maíz. Presenta una distribución similar dentro de la Reserva, pero ocupa superficies menores. Se utilizan terrenos de 0.5 ha en promedio, generalmente en laderas. Los rendimientos por ha son de 800 a 1600 kg. El precio de la tonelada de frijol durante 1996 fluctuó de $2,000.00 a $2,500.00. Esta actividad tiene consecuencias graves, pues transforma completamente la vegetación original, además de que se ocupan como terrenos de cultivo fundamentalmente las laderas con pendientes fuertes y sometidas a lluvias intensas, lo cual propicia la pérdida de suelos y biodiversidad. Además, dada la baja producción se genera la consecuente necesidad de abrir nuevas parcelas cada 2-3 años, a costa de bosques y selvas.

#### Ganadería
En la mayor parte de la Reserva la ganadería, se practica en baja escala y de manera extensiva, lo cual implica relativamente poca inversión en mano de obra e insumos. El crecimiento natural de los hatos provoca que esta actividad se expanda, incluso hacia terrenos de mayores pendientes y áreas de vegetación arbórea. El propósito de esta actividad es producir carne y leche. La producción promedio de leche por vaca para la región es de 4.3 litros (Zenteno, 1991). El destino de la producción láctea es la venta a pie de corral, para lo cual la compañía Nestlé o las queserías de la región tienen rutas de acopio para compra y traslado de leche a los tanques de enfriamiento o queserías, respectivamente. En las unidades de producción campesina predominantemente agrícolas, tiene importancia el ganado equino (caballos, mulas y asnos) como medio de transporte. La ganadería ovina se practica en algunos ejidos, es extensiva, de pequeña escala y únicamente para autoconsumo y comercio al interior de la comunidad (CEI, 1988). En gran parte de las unidades productivas de la Reserva, con excepción de las fincas cafetaleras, se da la producción pecuaria de traspatio destinada al autoconsumo o al comercio interno. Esta actividad tiene un impacto grave, pues transforma completamente la vegetación original; también los bordes de la selva o bosques son ramoneados, evitando el crecimiento de renuevos. La principal zona ganadera en la Reserva se encuentra en la Vertiente del Pacífico, en las cuencas Pijijiapan, Coapa y Margaritas.

### Aprovechamiento de palma camedor
La recolección de hojas de palma camedor (Chamaedorea sp.) es una actividad económica importante como generadora de ingresos a la población. Dentro de la Reserva se realiza en toda la Vertiente del Pacífico por ejidatarios y comuneros, presentando mayor intensidad en la porción sureste. En la Vertiente de la Depresión Central se realiza en su porción noroeste. El aprovechamiento de la palma camedor fue una importante alternativa de ingresos para la mayoría de los ejidatarios en años pasados, debido a que los precios del café estuvieron muy bajos.
Algunas zonas de colecta de palma han sido drásticamente afectadas, por lo que hoy día no es redituable para los productores invertir tiempo y esfuerzo en la extracción de este producto en esas zonas; esto se debió básicamente al aprovechamiento irracional de este recurso y el consecuente agotamiento de las poblaciones silvestres. Asociada a la extracción de palma se desarrolla la cacería de fauna silvestre para alimentarse durante los días que acampan en la montaña.

### Aprovechamientos maderables
El destino de la explotación maderable es principalmente el autoconsumo de madera para construcción y reparación de viviendas e instalaciones agropecuarias (galeras, postes para alambrados, cercas, etc.), así como para la elaboración de cabos de herramientas y como leña para el consumo familiar. El aprovechamiento de madera con destino comercial se da a través del tráfico en pequeña escala, dadas las condiciones de clandestinidad de esta actividad (IHN,1995b). Las especies más utilizadas son: pino,cedro, amate, encino, guapinol y primavera.

### Aprovechamiento de fauna
Estos aprovechamientos incluyen la cacería de autoconsumo, la cacería comercial (venta de carne) y el tráfico de animales. La primera constituye una alternativa de complemento a la dieta familiar y las dos últimas se llevan a cabo como alternativas de ingreso familiar. La cacería de autoconsumo se realiza prácticamente por todas las comunidades asentadas dentro de la Reserva; es una práctica comúnmente asociada a la recolección de palma. El destino de los productos de la caza son los restaurantes de las cabeceras municipales de la Planicie Costera. El tráfico de fauna silvestre se lleva a cabo en los ejidos de la Vertiente del Pacífico, en baja escala y se comercializa en cabeceras municipales directamente en las carreteras que comunican a la zona (IHN, 1995a; 1995b).

### Incendios forestales
La mayor parte de los incendios forestales en la Reserva y la región de influencia tienen su origen principalmente en el descuido de agricultores y ganaderos, quienes queman sus terrenos como preparación para siembra de maíz y la renovación de pastos para el ganado, sin tomar las medidas precautorias para evitar que estas quemas traspasen las áreas agrícolas y se conviertan en incendios que afectan extensiones considerables de bosques, selvas, cafetales y otros tipos de vegetación y usos del suelo. La Frailesca es una de las regiones de Chiapas con mayor incidencia de incendios forestales. La porción noroeste de la Reserva es una de las más afectadas por este tipo de siniestros, los cuales tienen efectos negativos variables de acuerdo al tipo de incendio. En promedio, la superficie afectada anualmente por estos siniestros es de alrededor de 600 has. La mayor parte de los incendios son de tipo superficial, esto significa que el daño es mínimo; sin embargo, muchos de éstos se repiten anualmente en las mismas zonas, por lo que debilitan el arbolado y propician la incidencia de plagas y enfermedades.

### Objetivo general
Orientar las acciones de manejo de la Reserva de la Biosfera El Triunfo, de manera que se cumplan las políticas contenidas en la Ley General del Equilibrio Ecológico y la Protección al Ambiente (LGEEPA) y los objetivos de la declaratoria de la Reserva, como vía hacia el desarrollo sustentable de las comunidades locales y la conservación de los recursos naturales.

## Véase en otro lugar
- Mapastepec